# Danabórz
Danabórz – osada w Polsce, w województwie wielkopolskim, w powiecie wągrowieckim, w gminie Wągrowiec.
Do 2023 miejscowość była częścią wsi Bukowiec.
W latach 1975–1998 Danabórz administracyjnie należał do województwa pilskiego.

## Historia

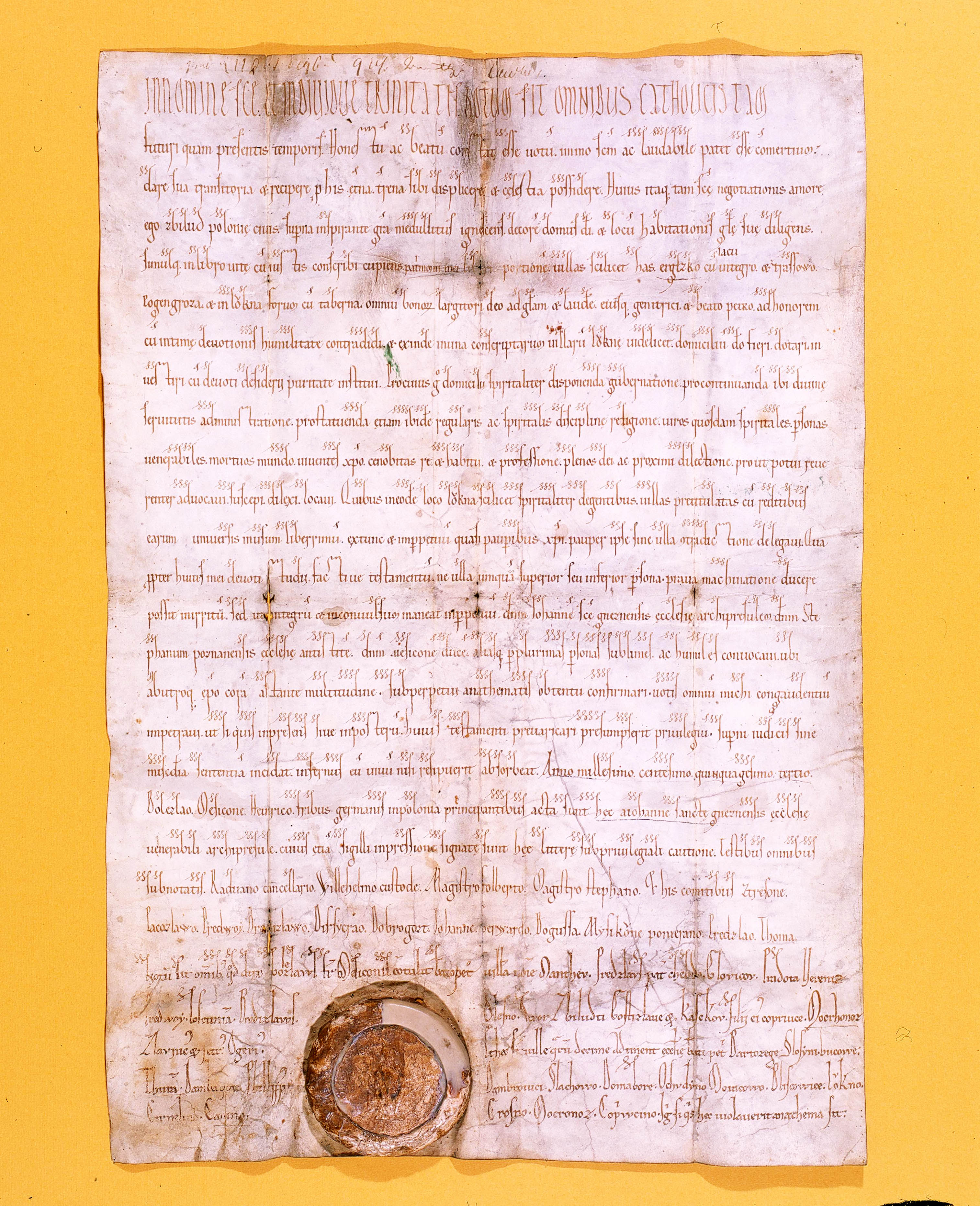
Dokument z 1154 Zbiluta (z rodu Pałuków) obywatela polskiego (“Poloniae civis”) notujący Danabórz jako Domabore.

Po raz pierwszy miejscowość wymieniona została w dokumencie z 1154 Zbiluta (z rodu Pałuków) obywatela polskiego (“Poloniae civis”), w którym zanotowana została jako Domabore.

### Zamek w Danaborzu
Zamek - w XV wieku ród Danaborskich, którego najwybitniejszym przedstawicielem był Włodko z Danaborza, zbudował nad jeziorem gotycką wieżę mieszkalną (donżon), który był jego siedzibą. Zbudowana na szczycie kopca ceglana wieża na kamiennym fundamencie na planie prostokąta o wymiarach 15 x 9 metrów nie zachowała się. Pozostałością po tej siedzibie jest jedynie wzgórze nad jeziorem. Pierwotna forma owego zamku jest wciąż niedostatecznie rozpoznana, dla jej rekonstrukcji dysponujemy jedynie danymi zebranymi przez Juliusa Kohtego, który na górującym nad Jeziorem Grylewskim grodzisku stożkowatym widział ruiny budowli na rzucie zbliżonym do prostokąta, o orientacyjnych wymiarach 15 × 9 m, ceglanej, na kamiennym podmurowaniu. Całość otaczały koliste wały ziemne. Od czasów Kohtego nie udało się badaczom przedmiotu wnieść żadnych nowych danych ani odnośnie do formy, ani też do inicjatora budowy i czasu powstania danaborskiej realizacji, interpretowanej jako wieżowa siedziba podobna do zamku w Gołańczy. 

### Kościół
W XV wieku na południe od wieży powstał murowany gotycki kościół, który także już nie istnieje.